# Le più belle canzoni di Don Backy
Le più belle canzoni di Don Backy è una raccolta di Don Backy, pubblicato dalla Amico nel 1970.

## Tracce
Brani composti da Don Backy e Detto Mariano.
Lato A
1. Casa bianca
2. Marzo
3. L'arcobaleno
4. Ballata per un balente
5. Settembre
6. Un sorriso

Lato B
1. Frasi d'amore
2. Giugno
3. Barbagia
4. Agosto
5. Novembre
6. Canzone

## Formazione
- Don Backy - voce
- Detto Mariano - conduttore orchestra, arrangiamenti[1]